# Inga Swenson
Inga Swenson   (Omaha, 29 de desembre de 1932 - Los Angeles, 23 de juliol de 2023) va ser una actriu i cantant estatunidenca.
Va aparèixer en múltiples produccions de Broadway i va rebre dues nominacions als Tony. També va passar set anys interpretant a Gretchen Kraus a la comèdia de l'ABC Benson.

## Biografia
Inga Swenson es va graduar a l'Omaha Central High School de Nebraska l'any 1950. Mentre assistia a OCHS, com a júnior, Swenson va guanyar el títol estatal al concurs de discursos de la National Forensic League i més tard va completar el concurs nacional de la NFL. Al batxillerat va ser escollida la millor vocalista de l'escola i va ser presidenta de la Central High Players. Va estudiar teatre a la Northwestern University amb Alvina Krause, entre d'altres, i va ser membre de la fraternitat Alpha Phi.

### Carrera
Al començament de la seva carrera, Swenson va tenir papers secundaris a les pel·lícules Advise and Consent (1962) i The Miracle Worker (1962) en què interpretava a la mare d'Helen Keller. Swenson és una soprano lírica formada i va protagonitzar a Broadway New Faces (c. 1956) i The First Gentleman (1959), rebent nominacions al premi Tony a la millor actriu en un musical per les seves actuacions a 110 in the Shade (1964) i Baker Street (1965).
Swenson va tenir un paper a la sèrie de televisió Bonanza en dos episodis: "Inger, My Love" (1962) i "Journey Remembered" (1963). Swenson també va interpretar a Gretchen Kraus, la cuinera alemanya autocràtica i acerba (més tard mestressa de casa i directora de pressupostos) a la sèrie de televisió Benson. Va rebre el paper en aparèixer en un període de diversos capítols com Ingrid Spencer, la mare biològica sueca de Corinne Tate (Diana Canova), a la sèrie de televisió Soap, que tenia els mateixos productors. També va aparèixer com a matriarca del nord Maude Hazard a la minisèrie North and South el 1985 i de nou el 1986.
Membre vitalicia de The Actors Studio,el seu paper preferit va ser Lizzie Currie al musical 110 in the Shade.

## Crèdits teatrals
- Debut teatral – Maid, Peg O' My Heart, Berkshire Playhouse, Stockbridge, MA, 1949.
- Debut a Broadway – Singer, New Faces of '56 (revue), Ethel Barrymore Theatre, 1956.
- Debut a Londres– Lizzie Currie, 110 in the Shade, Palace Theatre, 1967.[6]

### Principals aparicions a escena
- Princess Alexandria, The Swan, Minnie Fay, The Merchant of Yonkers, singer, Sing Out, Sweet Land, and extra, Othello, all Playhouse Theatre, Eagles Mere, Pennsylvania, 1952.
- Aunt Anna Rose, Treasure Hunt, Monica, The Medium, Lucy, The Telephone, Dunyasha, The Cherry Orchard, Alizon Elliot, The Lady's Not for Burning, and Isabelle, Ring 'round the Moon, all Playhouse Theatre, Eagles Mere, Pennsylvania, 1953.
- Georgie Elgin, The Country Girl, Celia Copplestone, The Cocktail Party, Mrs. Larue, Mrs. McThing, Countess Aurelia, The Madwoman of Chaillot, and Angelique, The Imaginary Invalid, all Playhouse Theatre, Eagles Mere, Pennsylvania, 1954.
- Olivia, Twelfth Night, Jan Hus Playhouse, New York City, 1954.
- Princess Charlotte, The First Gentleman, Belasco Theatre, New York City, 1957.
- Madge, Picnic, and Amy Kittridge, A Swim in the Sea, both Royal Poinciana Playhouse, Palm Beach, FL, 1958.
- Ophelia, Hamlet, Helena, A Midsummer Night's Dream, i Perdita, The Winter's Tale, all American Shakespeare Festival, Stratford, CT, 1958.
- Amy Kittridge, A Swim in the Sea, Walnut Street Theatre, Philadelphia, PA, 1958.
- Juliet, Romeo and Juliet, American Shakespeare Festival, 1959.
- Solveig, Peer Gynt, Phoenix Theatre, New York City, 1960.
- Julie Jordan, Carousel, Melody Top Theatre, Hillside, IL, 1962.
- Gillian, Bell, Book, and Candle, Kiamesha Playhouse, Kiamesha Lake, New York, 1962.
- Desdemona, Othello, Arena Stage, Washington, DC, 1963.
- Magnolia, Show Boat, Kenley Players, Warren, OH, then Columbus, OH, both 1963.
- Lizzie Currie, 110 in the Shade, Broadhurst Theatre, New York City, 1963.
- Irene Adler, Baker Street, Broadway Theatre, New York City, 1965.
- title role, Mary Stuart, Parker Playhouse, Ft. Lauderdale, FL, 1967.
- Eliza Doolittle, My Fair Lady, City Center Light Opera Company, City center theater, New York City, 1968.
- Lady Alice More, A Man for All Seasons, Center Theatre Group, Ahmanson Theatre, Los Angeles, 1979.
- The Crucible, Center Theatre Group, Ahmanson Theatre, 1972
- The Four Poster, New Stage Theatre, Jackson, MS, 1979.[6]

### Principals gires
- Marie Louise, My Three Angels, U.S. cities, 1957.
- Julie Jordan, Carousel, U.S. cities, 1960.
- Lizzie Currie, 110 in the Shade, U.S. cities, 1963[6]

## Crèdits cinematogràfics
- Ellen Anderson, Advise and Consent, Columbia, 1962
- Kate Keller, The Miracle Worker, United Artists, 1962
- Sister Monica, Lipstick, Paramount, 1976
- Mrs. Craddock, The Betsy, Allied Artists, 1978[6]

## Crèdits televisius
Debut televisiu – Singer, Chrysler Special, CBC (Canadian television), 1957.

### Sèries de televisió
- Gretchen Kraus, Benson, ABC, 1979-86.[6]

### Minisèries televisives
- Amelia Foster, Testimony of Two Men, syndicated, 1977.
- Maude Hazard, North and South, ABC, 1985.
- Maude Hazard, North and South, Book II, ABC, 1986.[6]

### Episodis televisius
- Liza, "The Best Wine", Goodyear Playhouse, NBC, 1957
- Marjorie, "The World of Nick Adams", The Seven Lively Arts, CBS, 1957
- Maria, "Heart of Darkness", Playhouse 90, CBS, 1958
- Milly Theale, "Wings of the Dove", Playhouse 90, CBS, 1958
- Vera, "Goodbye, But It Doesn't Go Away", U.S. Steel Hour, CBS, 1958
- Rose Maylie, "Oliver Twist", DuPont Show of the Month, CBS, 1959
- Lady Jane, "Victoria Regina", Hallmark Hall of Fame, NBC, 1961
- Inger Borgstrom Cartwright, "Inger, My Love" and "Journey Remembered", Bonanza, NBC, 1962
- Henrietta Higgins, "The Sod House Woman", Sara, CBS, 1976
- Ingrid Swenson, Soap, 1978, 1979
- Helen's mother, "Sex & Violence" (unaired), Highcliffe Manor, NBC, 1979
- Sonya Green, Hotel, ABC, 1988
- Holly Lindstrom, The Golden Girls, NBC, 1989
- Madelyn Stone, Newhart, CBS, 1989.[6]

### D'altres
- The Defenders, CBS, 1961 and 1962
- Dr. Kildare, NBC, 1962
- Bonanza, NBC, 1963
- The Nurses, CBS, 1963
- American Musical Theatre, CBS, 1964
- The Tonight Show, NBC, 1964
- My Father and My Mother, CBS Playhouse, CBS, 1968
- Medical Center, CBS, 1970 and 1971
- The Tape Recorder, NET Playhouse, PBS, 1970

### Pel·lícules per a la televisió
- Ilyana Kovalefskii, Earth II, ABC, 1971.
- Nora Bayes, Ziegfeld: The Man and His Women, NBC, 1978.
- Matty Kline, Bay Cove, NBC, 1987.
- Marilyn Broadshaw Reagan, Nutcracker: Money, Madness, and Murder, NBC, 1987.[6]

### Especials televisius
- Lavinia, Androcles and the Lion, NBC, 1967.
- Mrs. Trimble, My Dear Uncle Sherlock, ABC Short Story Specials, ABC, 1977.
- Mrs. Marston, The Terrible Secret. ABC Afterschool Special, ABC, 1979.
- Kate, The Gay Deceivers, CBC, 1956.[6]

## Premis i nominacions
| Any  | Premi       | Categoria                                               | Treball          | Resultat |
| ---- | ----------- | ------------------------------------------------------- | ---------------- | -------- |
| 1964 | Premis Tony | Millor actriu protagonista de musical                   | 110 in the Shade | Nominat  |
| 1965 | Premis Tony | Millor actriu protagonista de musical                   | Baker Street     | Nominat  |
| 1980 | Premis Emmy | Millor actriu secundària en sèrie còmica                | Benson           | Nominat  |
| 1982 | Premis Emmy | Millor actriu secundària en sèrie còmica                | Benson           | Nominat  |
| 1985 | Premis Emmy | Millor actriu secundària en sèrie còmica                | Benson           | Nominat  |
| 1985 | Globus d'Or | Millor actriu secundària en sèrie, minisèrie o telefilm | Benson           | Nominat  |